# ناظم‌آباد (لواسان)
ناظم آباد یکی از محله‌های شهر لواسان در استان تهران است.
این محله متصل به محله  سبو بزرگ و در نزدیکی سد لتیان و پارک جنگلی لتیان است. نام این محله در کتابهای فرهنگ جغرافیائی کشور ، فرهنگ آبادیهای کشور و قصران ذکر شده است و جمعیت آن در کتب مزبور ۵۷ تن و ۲۱ تن ذکر شده است. رودخانه افجه از میان این محله عبور میکند.

## جاذبه های توریستی
تپه ناظم‌آباد مربوط به دوران پیش از اسلام در این محله قرار دارد.